# Fischach
Fischach est une ville-marché (Markt) allemande de Bavière, située dans l'arrondissement d'Augsbourg et le district de Souabe.

## Géographie

Situation de Fischach dans l'arrondissement d'Augsbourg

Fischach est située dans la vallée de la Schmutter à con confluent avec la Neufnach, dans le Parc naturel d'Augsbourg-Westliche Wälder, à 28 km au sud-ouest d'Augsbourg.
La commune est composée de onze villages : Aretsried, Elmischwang, Itzlishofen, Fischach, Heimberg, Reitenbuch, Siegertshofen, Todtenschäule, Tronetshofen, Willmatshofen et Wollmetshofen.
Communes limitrophes (en commençant par le nord et dans le sens des aiguilles d'une montre) : Ustersbach, Kutzenhausen, Gessertshausen, Bobingen, Großaitingen Mickhausen, Langenneufnach et Dinkelscherben.

## Histoire
La première mention écrite du village de Fischach date de 981 sous le nom de Viscaha. Le village a appartenu jusqu'au XIVe siècle aux seigneurs locaux et il est ensuite passé dans la dépendance de l'évêché d'Augsbourg jusqu'à la sécularisation et le Recès d'Empire de 1803 où il a été incorporé au royaume de Bavière.
Il a alors rejoint l'arrondissement de Zusmarshausen jusqu'à la disparition de ce dernier en 1929 et à son intégration dans l'arrondissement d'Augsbourg. Fischach a obtenu le statut de marché (markt) en 1952.
Lors des réformes administratives des années 1970, de nombreuses communes sont fusionnées avec Fischach : Aretsried, Willmatshofen et Wollmetshofen en 1972, Reitenbuch, Siegertshofen et Tronetshofen en 1978. Le village de Tronetshofen a été détaché de la commune de Kreuzangen et incorporé à Fischach.

## Démographie
Commune de Fischach dans ses limites actuelles :
| 1840  | 1871  | 1900  | 1910  | 1925  | 1933  | 1939  | 1950  | 1961  |
| ----- | ----- | ----- | ----- | ----- | ----- | ----- | ----- | ----- |
| 1 924 | 2 101 | 2 251 | 2 431 | 2 397 | 2 508 | 2 361 | 3 579 | 3 213 |

| 1970  | 1987  | 2000  | 2005  | 2009  | - | - | - | - |
| ----- | ----- | ----- | ----- | ----- | - | - | - | - |
| 3 397 | 3 863 | 4 625 | 4 681 | 4 584 | - | - | - | - |

## Monuments
- Fischach, église St Michel, intéressants intérieurs baroques.
- Fischach, cimetière juif, datant de 1774, témoignage de la longue présence juive dans le village
- Elmischwang, château.
- Weimberg, Mozarthaus, maison de Ändris Mozart, datant de 1486, ancêtre de Wolfgang Amadeus Mozart.